# Guerra civile dello Yemen (1994)
La guerra civile dello Yemen fu una guerra civile combattuta tra i filo-governativi del nord e i separatisti del sud con relativo supporto internazionale.

## Antefatti
Lo Yemen del Sud fu colpito da 2 guerre civili e conseguenti cambi di regime negli anni '80. Questi, uniti alla cessazione degli aiuti economici da parte dell'Unione Sovietica, costrinsero la leadership sud-yemenita a cercare dialoghi per un'eventuale riunificazione con il più stabile e prospero nord.
Nel Sud la riunificazione ebbe un consenso quasi unanime, a differenza del nord, dove il ramo locale dei Fratelli Musulmani si opponeva a causa della nuova clausola costituzionale che rendeva la Shari'a una fonte principale di legislazione anziché l'unica fonte. Ciononostante, il parlamento dello Yemen del Nord approvò l'unificazione e la Repubblica dello Yemen fu proclamata il 22 maggio 1990 con Ali Abdullah Saleh come presidente e Ali Salim al-Bayd come vice-presidente. Le prime elezioni dello Yemen unificato, tenutesi il 27 aprile 1993, confermarono le paure dei meridionali: il partito socialista dell'ex presidente al-Bayd ottenne solo 54 seggi in parlamento su 301, mentre il GPC di Saleh ne conquistò 122, coi rimanenti 62 aggiudicati per un'alleanza di islamisti del nord, Al-Islah. Il parlamento si trovò, quindi, in una scomoda tripartizione.
Nei mesi a seguire le relazioni tra Saleh e la sinistra divennero gradualmente tese, con Saleh pronto a reclutare islamisti nel suo partito per rafforzare la sua influenza e indebolire al-Bayd. Questi ultimi assassinarono diversi comunisti meridionali.
Nell'agosto del 1993 il vice-presidente al-Bayd si ritirò ad Aden, dichiarando di che non sarebbe ritornato al governo finché gli attriti con Saleh non fossero stati affrontati. Tra questi, denunciò soprattutto violenze contro il suo partito e una forte arretratezza economica delle regioni meridionali. Le negoziazioni per la soluzione della crisi risultarono in uno stallo che durò fino al 1994. Il governo del primo ministro Haydar Abu Bakr al-Attas, ex premier della RDPY, divenne di fatto nullo a causa della crisi politica.
Un accordo tra i due leader del nord e del sud fu firmato ad Amman, in Giordania, il 20 febbraio 1994, ma non riuscì a calmare la situazione: gli eserciti del nord e del sud, fino ad allora mai completamente reintegrati, iniziarono diversi scontri sulla frontiera nord-sud.

## Gli scontri
Il 27 aprile si verificò una battaglia tra carri armati ad 'Amran, vicino Sana'a. Entrambe le parti accusarono il nemico di aver iniziato l'attacco. Il 4 maggio l'aviazione meridionale bombardò Sana'a e altre aree del nord; l'aviazione settentrionale rispose bombardando Aden. Saleh dichiarò uno stato di emergenza di 30 giorni e i civili di nazionalità straniera iniziarono ad evacuare il paese. Il vice-presidente al-Bayd fu ufficialmente rimosso. Lo Yemen del Sud lanciò anche missili Scud contro Sana'a, uccidendo decine di civili. Il primo ministro Haydar Abu Bakr al-Attas fu rimosso dalla carica il 10 maggio dopo aver richiesto l'intervento di forze straniere per aiutare nel terminare la guerra.
I leader meridionali dichiararono la secessione, proclamando la Repubblica Democratica dello Yemen (DRY) il 21 maggio 1994. Saleh rispose richiedendo l'aiuto di diversi islamisti del nord, con diverse fazioni in supporto del Nord.
Internazionalmente nessun governo riconobbe la DRY. A metà maggio le forze del Nord iniziarono a spingere verso Aden, catturando la strategica città di Ataq, che garantiva accesso ai giacimenti petroliferi, il 24 maggio. Il Consiglio di sicurezza delle Nazioni Unite adottò la risoluzione 924, richiedendo la fine dei combattimenti e un cessate-il-fuoco. Una tregua fu proclamata il 6 giugno, ma durò poco più di sei ore; nel mentre, anche il dialogo che avveniva in parallelo al Cairo si rivelò inconcludente. Le truppe del nord e le milizie jihadiste di Tariq al-Fadhli entrarono ad Aden il 4 luglio, concludendo, di fatto, il conflitto; dopo la cattura di Aden i secessionisti fuggirono in esilio.
La guerra civile fu, in generale, un conflitto breve ma brutale. Eccetto gli attacchi missilistici, gran parte degli scontri avvennero nel sud del Paese. Il Sud riuscì a garantirsi il supporto di Oman, Arabia Saudita e gran parte del mondo arabo, che si sentì minacciato da uno stato yemenita unificato. Gli sforzi degli Stati Uniti e della comunità internazionale per il raggiungimento di una tregua fallirono miseramente.

## Epilogo
Saleh riuscì ad ottenere il controllo totale dello Yemen. Un'amnistia generale fu proclamata, con l'eccezione dei 16 capi secessionisti, a cui furono imputati diversi capi d'accusa, tra cui appropriazione indebita e uso indisciplinato di fondi pubblici.
Il partito socialista dello Yemen si riorganizzò nell'immediato dopoguerra, ma la sua influenza era ormai stata completamente distrutta. Saleh fu eletto presidente per 5 anni, ma il suo mandato durò fino al 2011 e governò in modo sempre più dispotico.
Nel 2007, a seguito della formazione di un gruppo per la secessione del sud, l'idea di un'indipendenza dello Yemen del Sud ha acquisito di nuovo popolarità nelle regioni meridionali, portando a diverse tensioni e scontri con le forze dell'ordine.